# Mainbrücke Randersacker
Die Mainbrücke Randersacker ist eine 540 m lange Brücke der Autobahn 3.
Das Bauwerk liegt zwischen den Autobahnanschlussstellen Würzburg-Heidingsfeld und Würzburg-Randersacker. Es überspannt südlich von Würzburg bei Randersacker in einer Höhe von ungefähr 20 m den Main bei Flusskilometer 260,56, linksmainisch die Bahnstrecke Treuchtlingen–Würzburg und die Staatsstraße 2418 von Würzburg nach Winterhausen sowie rechtsmainisch die Bundesstraße 13.
Im Rahmen des sechsstreifigen Ausbaus der Autobahn wurde die Brücke durch einen Neubau ersetzt. Nach Vergabe Ende des Jahres 2006 war der Baubeginn im Sommer 2007 und die Inbetriebnahme im Juli 2011.

## Brücke von 1963

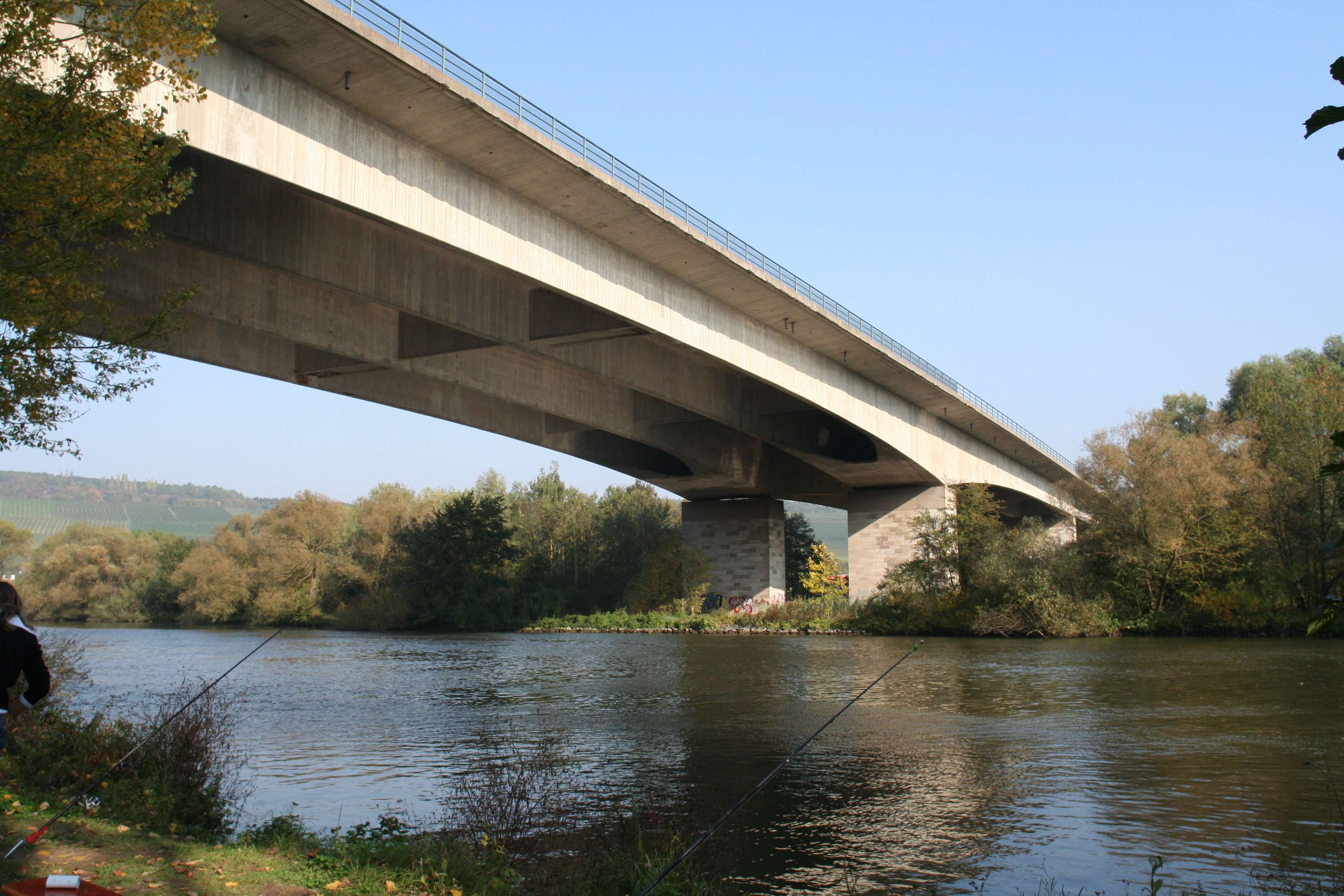
Überbau von 1963

Die Trasse der Autobahn von 1963 wies im Verlauf der Brücke im Grundriss eine Klothoide mit einem Krümmungshalbmesser von 2000 m auf. Im Aufriss war eine Wannenausrundung vorhanden, die Längsneigung betrug ungefähr 3,5 %, bei einer Querneigung von 1,5 %. Gebaut wurde die Überführung mit einem gemeinsamen Überbau für die zweistreifige Richtungsfahrbahn Nürnberg und die dreistreifige Richtungsfahrbahn Frankfurt zwischen den Jahren 1961 und 1963. 

### Gründung und Unterbauten
Die Widerlager waren flachgegründet, die Pfeilerscheiben mit Rammpfählen tiefgegründet. Die Pfeiler hatten einen Vollquerschnitt und waren mit Natursteinen aus Muschelkalk verkleidet.

### Überbauten
Der Überbau wies sieben Felder auf und bestand aus einer Spannbetonkonstruktion mit einem 33 m breiten vierstegigen Plattenbalken, der in Längs- und Querrichtung vorgespannt war. Die Bauhöhe war mit 3,8 m in den Seitenfeldern konstant. Sie wuchs auf 5,56 m über den Flusspfeilern an, wo auch zur Aufnahme großer Druckkräfte bereichsweise eine Bodenplatte vorhanden war. Die Breite der Plattenbalkenstege variierte zwischen 56 cm im Feld und 1,5 m über den Stützen. Querträger waren in den Auflagerachsen sowie mit einer Höhe von 2,9 m und einer Dicke von 53 cm in den Feldern zweimal, in der Flussöffnung dreimal, angeordnet. Die Stahlbetonfahrbahnplatte war mindestens 28 cm dick. Festpunkt der Durchlaufträgerbrücke war der rechtsmainische Flusspfeiler. 
Die Stützweiten betrugen für die siebenfeldrige Brücke von West nach Ost 75,0 m, 78,0 m, 115,0 m, 80,0 m, 70,0 m, 66,0 m und 56,0 m.

### Ausführung
Die erste Brücke wurde in vier Abschnitten auf Lehrgerüsten hergestellt. Für die Lehrgerüsttürme war im Bereich des Mains eine Tiefgründung erforderlich.

## Brückenneubau 2011

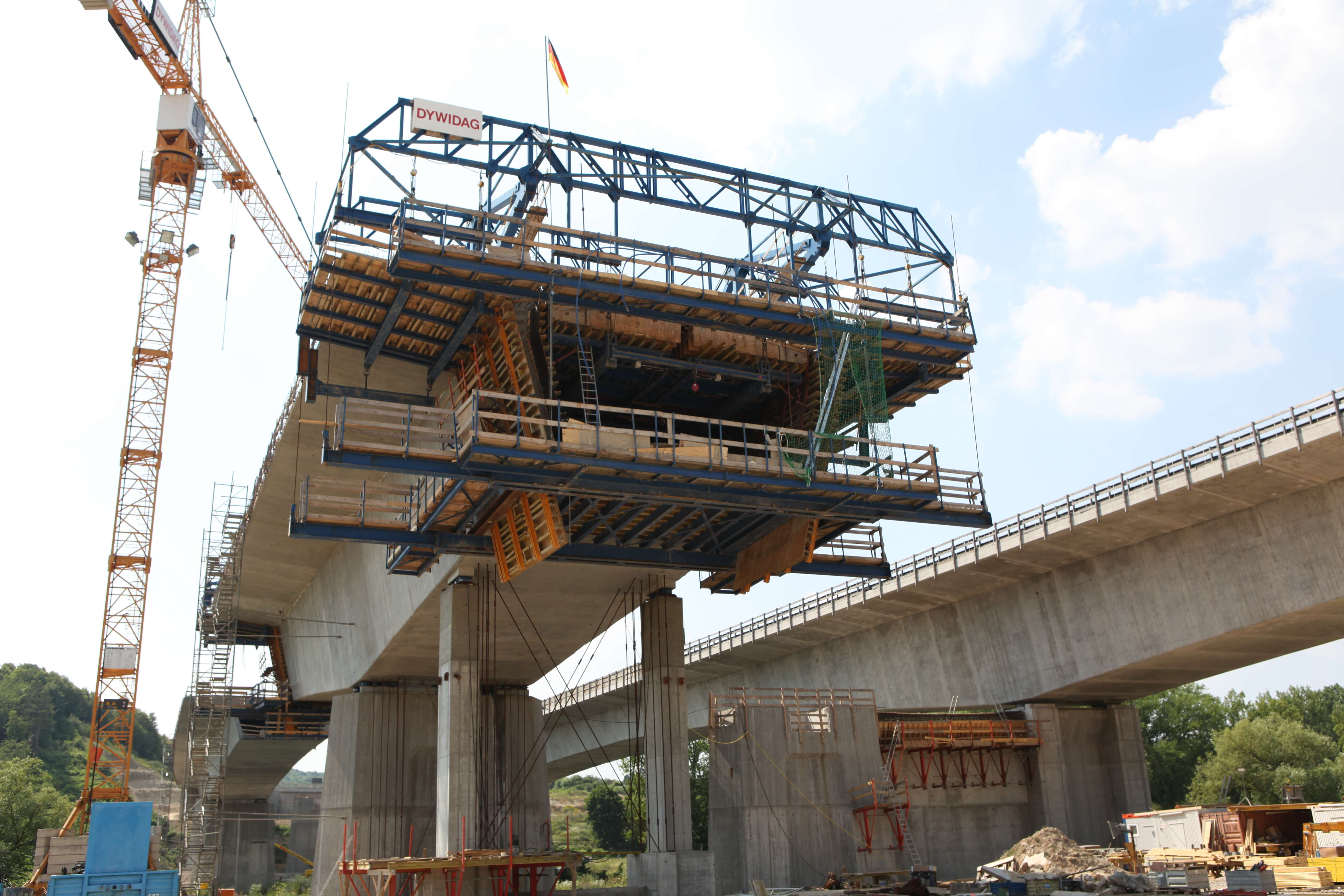
Bauzustand südlicher Überbau Juli 2010

Der insgesamt 35 Mio. € teure Brückenneubau besteht aus zwei Überbauten aus Spannbeton mit jeweils 540 m Länge vorgesehen. Diesmal kam der Hohlkasten als Querschnitt zur Anwendung. Die Stützweiten betragen 57,5 m, 81,0 m, 140,0 m, 81,0 m, 71,0 m, 61,0 m und 48,5 m. Die Bauhöhe des Überbaus variiert zwischen 7,5 m über den Flusspfeilern und 4,0 m in den Seitenfeldern. Die Gesamtbreite beträgt für die sechs Fahrstreifen 40,4 m.

### Ausführung
Die Überbauten wurden im Vorlandbereich mit Lehrgerüsten und über dem Main im Freivorbau hergestellt.
Während der Bauzeit mussten immer vier Fahrspuren benutzbar sein. Dies führte zu folgendem Bauablauf. Zuerst wurde der nördliche Überbau neben der alten Brücke auf provisorischen Unterbauten hergestellt und anschließend der Verkehr beider Richtungsfahrbahnen über diesen geleitet. Danach wurden der alte Überbau, die zugehörigen Pfeiler und die Widerlager abgebrochen. Im dritten Schritt wurden die Gründungen und Unterbauten für gesamte Brücke und der südliche Überbau errichtet. Nach der Verlegung des Verkehrs auf den neuen südlichen Überbau folgte der Querverschub des neuen nördlichen Überbaus in seine endgültige Lage. Zum Schluss wurden die provisorischen Unterbauten abgebrochen.
Der alte, östliche Überbauabschnitt wurde am 28. Februar 2009 gesprengt. Am 5. März 2009 wurden noch die verbliebenen Pfeiler auf Heidingsfelder Seite zum Einsturz gebracht. Der Querverschub des nördlichen Überbaus um ca. 20 Meter, fand von 21. bis 22. Februar 2011 statt.

### Besondere Ereignisse
Während des Abbruchs der alten Brücke am 3. Februar 2009 kam es zu einem ungewöhnlichen Verkehrsunfall, der auch als „Wunder von Würzburg“ bezeichnet wurde. Ein Lastkraftwagen, der Richtung Nürnberg unterwegs war, durchbrach in der Nacht aufgrund überhöhter Geschwindigkeit die Baustellenabsperrungen und kam erst auf einem noch nicht abgebrochenen Brückenteil zum Stehen. Der Fahrer musste mit Hilfe einer Feuerwehrdrehleiter aus dem Führerhaus geborgen worden, der Lastkraftwagen mit einem Autokran.

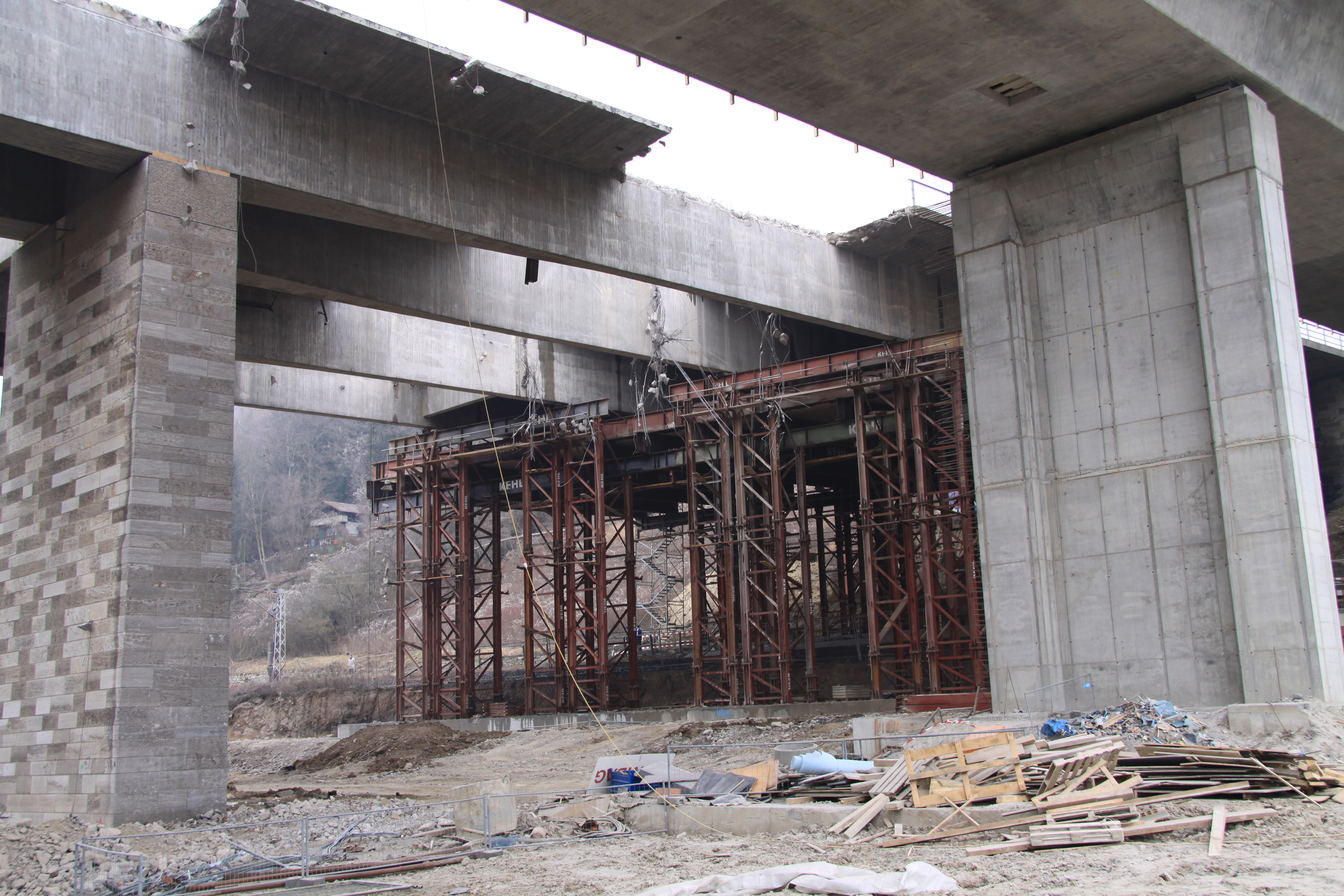
Abbruch im Februar 2009
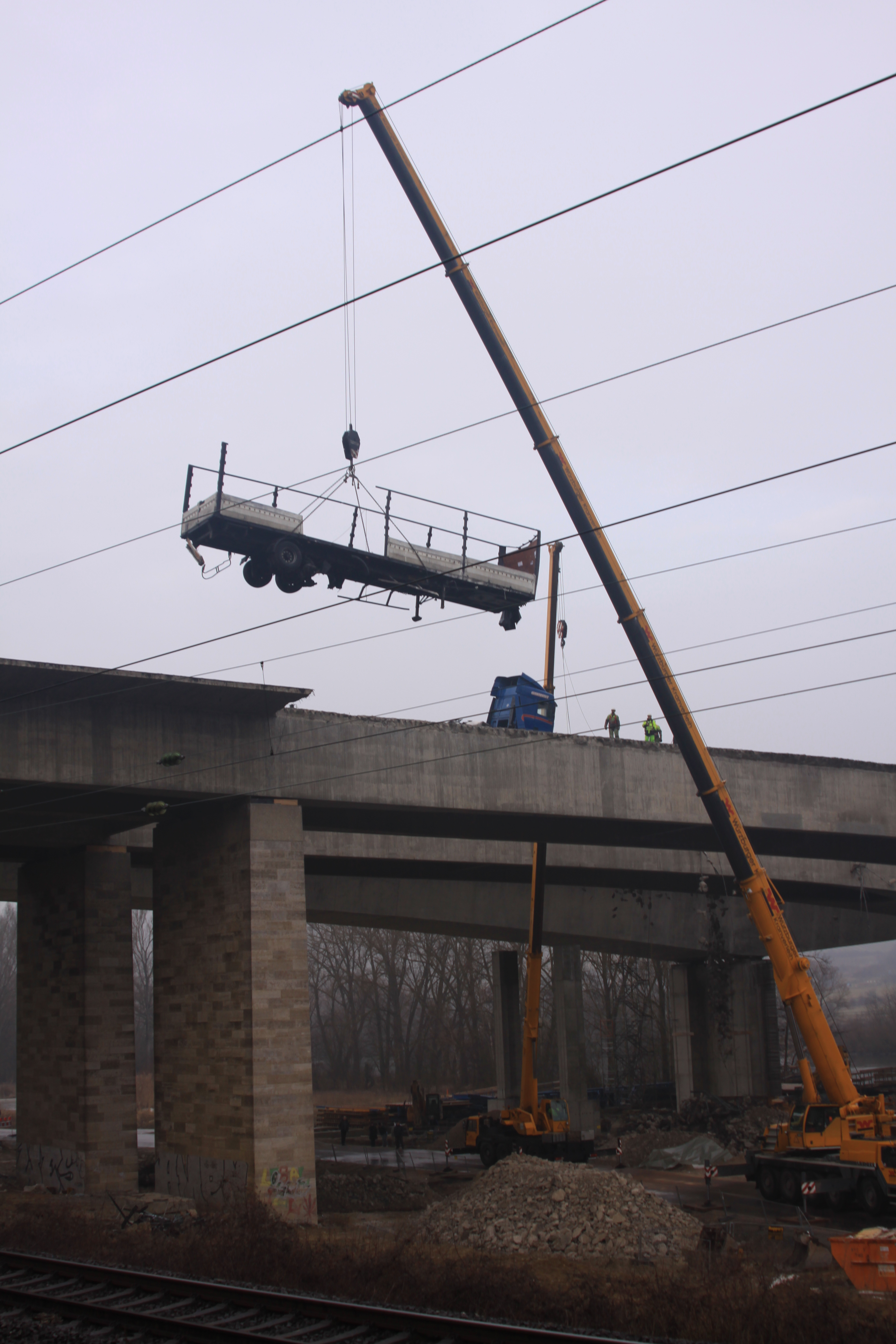
Bergung des Lastkraftwagens
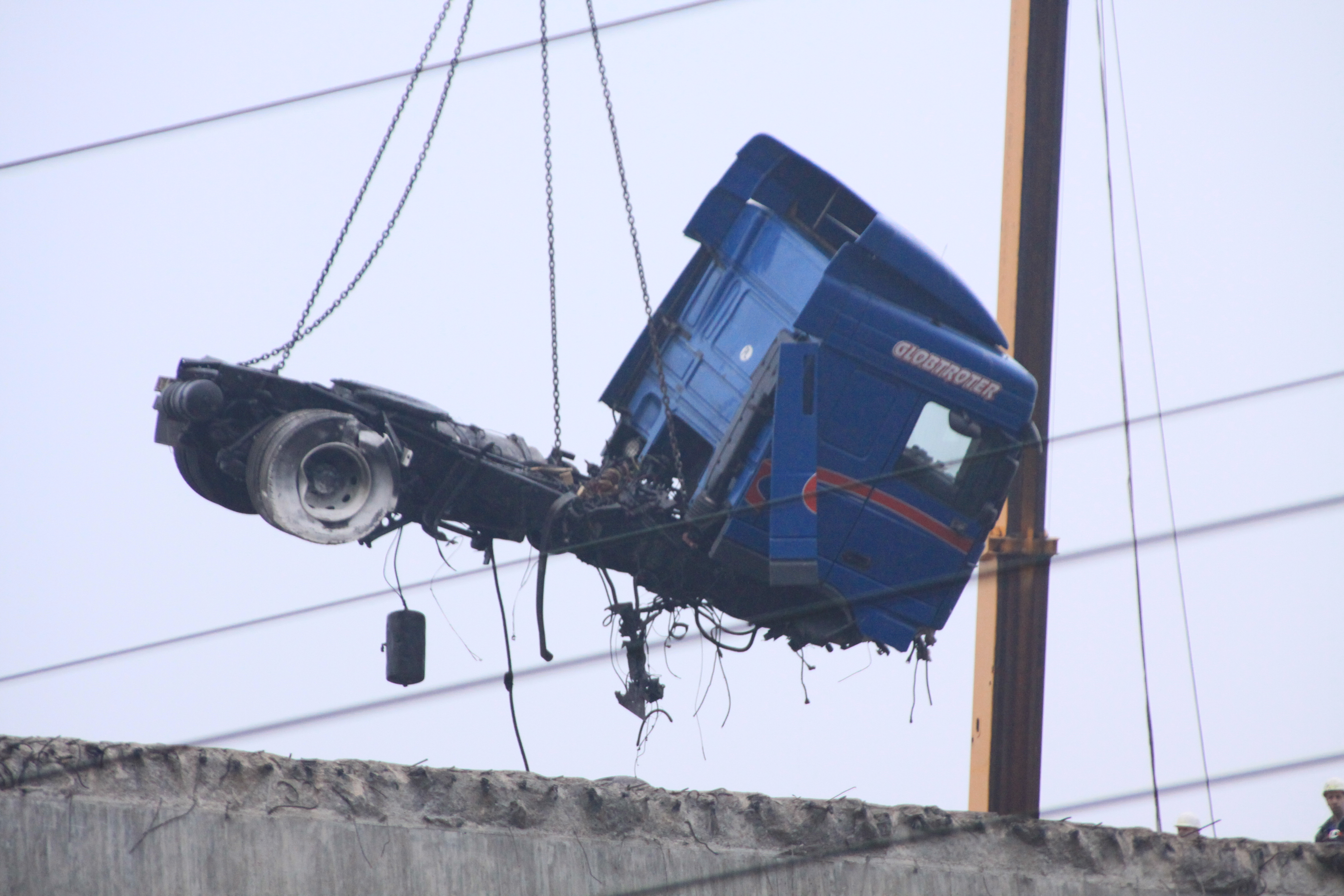
Bergung des Lastkraftwagens
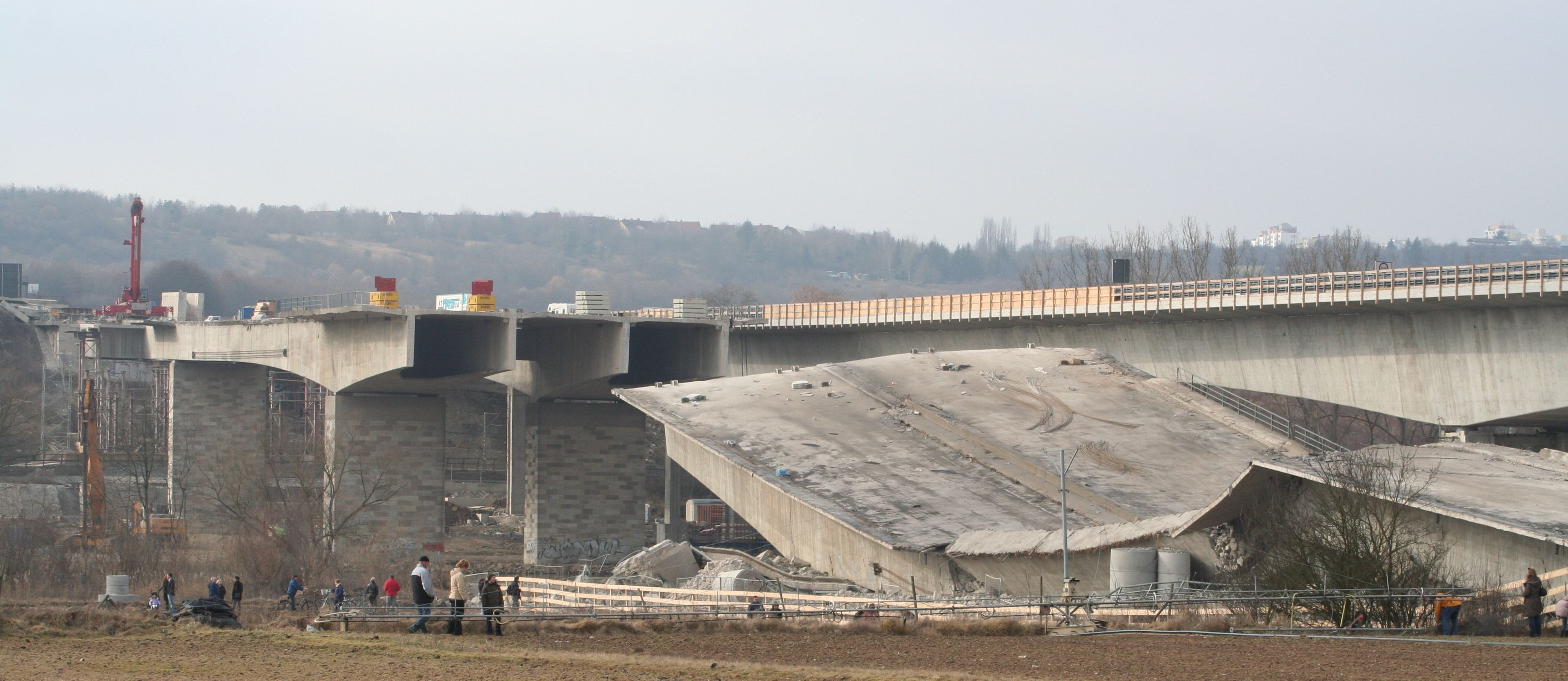
Nach der Brückensprengung März 2009